# Джеймс Тревор Олівер
Джеймс Тре́вор «Джеймі» О́лівер (нар. 27 травня 1975, Клеверинг, Ессекс, Велика Британія) — відомий англійський шеф-кухар, ресторатор, автор популярних у світі книг і телепрограм на теми кулінарії, підприємець та громадський діяч, популяризатор здорового харчування і активний борець за харчову освіту (англ. for better food education).
Джеймі Олівер отримав прізвисько «Голий кухар» (англ. «The Naked Chef»), яке походить від назви першої телевізійної програми з його участю. Прізвисько немає нічого спільного з оголенням: обираючи назву, продюсер програми Патрісія Лєвелін (Patricia Llewellyn) мала на увазі «кухар без таємниць», бо в програмі йшлось про прості і доступні рецепти смачної їжі від Джеймі Олівера.

## Ранні роки
Народився та зростав Джеймі Олівер у селищі Клеверинг в англійському графстві Ессекс. Його батьки Тревор (Trevor) і Саллі (Sally) тримали паб/ресторан Крікетерс (англ. The Cricketers), де Джеймі допомагав на кухні, будучи ще восьмирічним хлопцем. Захопившись приготуванням їжі, після закінчення школи у 16 років він вступає до Вестмінстерського коледжу громадського харчування (англ. Westminster Catering College, зараз Westminster Kingsway College).

## Кар′єра
Свою професійну кар′єру Джеймі Олівер розпочав кондитером у ресторані Neal Street Restaurant відомого шеф-кухара Антоніо Карлуччіо, де він набув досвіду приготування страв італійської кухні. Тоді ж він зустрів свого наставника Дженаро Конталдо (Gennaro Contaldo). Згодом Олівер почне працювати у The River Café у Лондоні як су-шеф, де затримається на три з половиною роки.
У 1997 році Олівер дебютує у документальному проекті телеканалу BBC «Різдво у Рівер кафе» (англ. «Christmas at the River Cafe»), яке дуже сподобалось глядачам. У 1999 році стартує його кулінарне шоу «Голий кухар», за участь у якому Олівер отримує нагороду BAFTA Award. У тому ж році виходить його перша книга «The Naked Chef», яка стає бестселлером у Сполученому Королівстві.
Осінь 2001-го Джемі провів у кулінарних мандрівках, створивши нове успішне телевізійне шоу «Тур щасливих днів» (англ. «The Happy Days Tour»), побувавши в Австралії та Новій Зеландії. Так Джеймі Олівер завойовує симпатії глядачів і стає світовим феноменом. Тоді ж він вирішує внести свій вклад у розвиток харчової індустрії і відкриває благодійний ресторан «15» (англ. «Fifteen») у Лондоні, беручи на роботу молодих людей з неблагополучним минулим та навчаючи їх кулінарії. Паралельно знімається телевізійний проект «Кухня Джеймі» (англ. «Jamie's Kitchen»), який згодом транслювали в понад 40 країнах світу.
У 2003 успіх ресторану «Fifteen» був підкріплений нагородами «Tatler Best Restaurant Award» та «The Academy Award of Excellence at the Tio Pepe Carlton London Restaurant Awards». Благодійний фонд «The Fifteen Foundation charity» і досі продовжує роботу, успішно відкриваючи франшизи по всьому світу.
У 2005 Джеймі Олівер започатковує кампанію «Годуй мене краще» (англ. «Feed Me Better»), спрямовану на заохочення британських школярів відмовитися від шкідливої їжі та перейти на здорове харчування. Він створив петицію про краще шкільне харчування, яка зібрала 271 677 підписів. У результаті, уряд Великої Британії пообіцяв сприяти вирішенню даної проблеми, виділивши додаткові £280 мільйонів для покращення стандартів шкільних обідів.
У червні 2008 Олівер відкриває нову мережу ресторанів «Італія Джеймі» (англ. «Jamie's Italian»), перший з яких було відкрито в Оксфорді, а згодом ресторани почали з′являтися по всьому світу. Проект «Jamie's Italian» виявився настільки успішним, що Олівер отримав за нього премію TED (TED Prize).
Прибутки Холдингу Джеймі Олівера (Jamie Oliver Holdings Ltd.) дозволили йому стати найбагатшим британцем у віці до 30 років.
Восени 2010 на екранах з′являється нове кулінарне шоу «Обіди за 30 хвилин» (англ. «30 Minute Meals»), метою якого було показати глядачеві, що кожен може приготувати повноцінний обід за короткий проміжок часу. Шалений успіх шоу було відзначено виходом нової книги «Смачні страви за 30 хвилин від Джеймі» (англ. «Jamie's 30 Minute Meals»), яка стала ще одним його бестселером, а також найшвидше продаваною книгою Великої Британії за всі часи.
У 2013 стартувала платформа The Food Tube digital TV platform на каналі YouTube, що мала на меті просування нових талантів у кулінарії. Цього ж року Джеймі Олівера було включено до списку "Culinary Hall of Fame», куди вносять найбільш успішних та талановитих кухарів. А Королівський коледж лікарів загальної практики (Royal College of General Practitioners) зробив Джеймі почесним членом ради коледжу за пропагування здорового харчування та боротьбу з ожирінням.

## Особисте життя
У липні 2000 року Джеймі Олівер одружився з Джульєттою Нортон (Juliette Norton), більш відомою як Джулс (Jools). Пара знайома ще зі шкільних років. На сьогоднішні вони мають 4 дітей: доньок Поппі (Poppy Honey Rosie — нар. 18 березня 2002), Дейзі (Daisy Boo Pamela — нар. 10 квітня 2003), Петал (Petal Blossom Rainbow — нар. 3 квітня 2009) та сина Бадді (Buddy Bear Maurice — нар. 15 вересня 2010). Живе родина в Клеверингу в Ессексі та у Лондоні.

## Громадська та благодійна діяльність
Джеймі Олівер заснував благодійні ресторани «Fifteen» у Лондоні, Амстердамі, Корнуоллі та Мельбурні.
Олівер розпочав кампанію за заборону шкідливої їжі у школах Великої Британії. Його зусиллями вдалося радикально змінити систему шкільного харчування на більш здорову, смачну та корисну для дітей.
У червні 2003 року Джеймі Олівер отримав лицарський орден від королеви Великої Британії Єлизавети II.
Олівер патронує благодійний фонд «Дерева для міст» (англ. «Trees for Cities»), який займається захистом навколишнього середовища.
За діяльність задля освіти людей та, зокрема, дітей у сфері харчування отримав премію конференції TED у 2010 році.

## Телевізійні програми Джеймі Олівера
В Україні телевізійні програми Дж. Олівера можна переглядати на каналі Меню-ТВ .
- The Naked Chef (1998—1999)
- Jamie's Kitchen (2002)
- Jamie's School Dinners (2005)
- Jamie's Kitchen Australia (2006)
- Jamie's Great Italian Escape (2007)
- Jamie's Chef (2007)
- Jamie at Home (2007)
- Jamie's Fowl Dinners (2008)
- Jamie's Ministry of Food (2008)
- What's Cooking? with Jamie Oliver (2008)
- Jamie Saves Our Bacon (2009)
- Jamie's American Road Trip (2009)
- Jamie's Family Christmas (2009)
- Jamie Oliver's Food Revolution (2010—2011)
- Jamie's 30-Minute Meals (2010)
- Jamie's Dream School (2011)
- Jamie's Fish Supper (2011)
- Jamie Cooks Summer (2011)
- Jamie's Great Britain (2011)
- Jamie's 15-Minute Meals (2012)
- Jamie & Jimmy's Food Fight Club (2012)
- Dream School USA (2013)
- Jamie's Money Saving Meals (2013)
- Jamie & Jimmy's Friday Night Feast (2014)
- Jamie's Comfort Food (2014)

## Книги Джеймі Олівера
За перших десять років своєї діяльності (1998—2009) Дж. Олівер написав і видав півтора десятка книг з кулінарії (остання побачила світ у квітні 2009 року), які перекладено на більшість мов світу.
Більшість його книг — літературні записи його телевізійних програм:
- Something for the Weekend, ISBN 0-14-102258-2
- The Naked Chef, ISBN 0-7868-6617-9
- The Return of the Naked Chef, ISBN 0-7181-4439-2
- Happy Days with the Naked Chef, ISBN 0-7868-6852-X
- The Naked Chef Takes Off, ISBN 0-7868-6755-8
- Jamie's Kitchen, ISBN 1-4013-0022-7
- Jamie's Dinners, ISBN 1-4013-0194-0
- Jamie's Italy, ISBN 0-7181-4770-7
- Cook With Jamie: My Guide to Making You a Better Cook , ISBN 0-7181-4771-5
- Jamie's Little Book of Big Treats, ISBN 0-14-103146-8
- Jamie at Home: Cook Your Way to the Good Life, ISBN 0-7181-5243-3
- Jamie's Ministry of Food: Anyone Can Learn to Cook in 24 Hours, ISBN 978-0-7181-4862-1
- Jamie's Red Nose Recipes, ISBN 0-14-104178-1
- Jamie's America, ISBN 978-0-7181-5476-9
- Jamie does… Spain, Italy, Sweden, Morocco, Greece, France, ISBN 978-0-7181-5614-5
- Jamie's 30-Minute Meals, ISBN 978-0-7181-5477-6
- Jamie's Great Britain, ISBN 978-0-7181-5681-7
- Jamie's 15 Minute Meals, ISBN 978-0718157807
- Save With Jamie, ISBN 978-0718158149
- Jamie's Comfort Food, ISBN 978-0-7181-5953-5

## Українські переклади
Книжка Джеймі Олівера вийшли українською у «Видавництві Старого Лева»:
- «Смачні страви за 30 хвилин від Джеймі» (2015)[5]
- «Готуємо з Джеймі» (2016)[6]
- «Супер’їжа на щодень» (2019)[7]